# Lebia magistra
Lebia magistra är en skalbaggsart som beskrevs av Thomas Casey. Lebia magistra ingår i släktet Lebia och familjen jordlöpare. Inga underarter finns listade i Catalogue of Life.